# Glyphomitrium hieronymi
Glyphomitrium hieronymi là một loài rêu trong họ Ptychomitriaceae. Loài này được (Besch.) Broth. mô tả khoa học đầu tiên năm 1902.